# Каспар, Карл
Карл Каспар (нем. Karl Caspar, полное имя Karl Christian Maximilian Caspar; 1883—1954) — немецкий пилот и авиастроитель.
Лётчик-пионер, один из «старых орлов». Стал известен в 1920-х годах, благодаря самолетам, им разработанным и изготовленным на его заводах.

## Биография
Родился  4 августа 1883 года в городе Нетра, был пятым и самым младшим ребёнком в семье Вильгельма Каспара (Wilhelm Ernst Maximilian Caspar) и его жены Анны Катарины (Anna Katharina Ida, урождённая Gruber). Другими детьми в семье были: Йоханнес (Johannes Heinrich Kurt, 1876-?), Юлиус (Julius Walter, 1878-1881), а также сестры-близнецы Клара (Klara Melida Emilie, 1879-1881) и Эрна (Erna Emilie Marie, 1879-1944).
В 1890 году семья переехала в город Кассель, откуда родом была мать, где Каспар посещал гимназию Königliche Wilhelms-Gymnasium. Затем он начал изучать право в Марбургском университете, здесь стал членом братства Alemannia. В 1905 году Карл прервал учебу и добровольцем в течение года служил в Германской Юго-Западной Африке. Там он принимал участие в качестве кавалериста 1. Feldregiments в подавлении восстания гереро, за что 20 марта 1906 года был удостоен военной награды 2-го класса. Тяжело заболев тифом, Каспар в этом же году вынужден был вернуться в Германию, став лейтенантом запаса драгунского полка «Freiherr von Manteuffel» (Rheinisches) Nr. 5 в Хофгайсмаре . Своё образование продолжил в Марбурге и завершил в Тюбингене, после чего находился на юридической стажировке (Rechtsreferendariat) в Касселе. Затем, после работы в Карлсхафене, был переведен в качестве секретаря суда в Берлин.

### Авиатор
На аэродроме Йоханнисталь, Карл Каспар впервые познакомился с развивающейся в то время авиацией и брал уроки у Пауля Ланге (Paul Lange), получив 27 марта 1911 года лицензию авиатора № 77. Вскоре он потерпел крушение под Магдебургом, но, вылечившись, продолжил заниматься авиацией и осенью 1911 года успешно выполнил пятичасовой полет, за который получил 1334 золотых марок. После этого Каспар открыл в Вандсбеке собственную лётную школу Centrale für Aviatik, куда в качестве инструктора нанял своего бывшего летного инструктора Пауля Ланге. А 1 ноября 1911 он создал предприятие Hanseatische Flugzeugwerke Karl Caspar по созданию самолётов конструкции «Taube» и сотрудничал с заводом металлических конструкций Gothaer Waggonfabrik. Одновременно он продолжал заниматься авиационными мероприятиями, зарабатывая на них неплохие призовые деньги. Во время очередных полётов в Швеции, 9 августа 1912 года, его завод был разрушен пожаром, пострадали его строящиеся самолёты, ущерб составил 65 473 золотых марок.
После этого Каспар перенес своё производство в город Фульсбюттель, где также открыл в 1914 году летную школу Hanseatische Flugschule, в которой, среди прочих выпускников, 27 марта 1914 года получил свою летную лицензию Фридрих Христиансен — будущий немецкий лётчик-ас, ставший генералом авиации. После начала Первой мировой войны Каспар был призван в качестве лейтенанта на службу в воздушное подразделение Feldflieger-Abteilung 9. 25 октября 1914 года на самолёте «Gotha-Taube» вместе со своим штурманом — обер-лейтенантом Вернером Роосом (Werner Roos), перелетев через Ла-Манш, сбросили на Дувр 10-килограммовую бомбу, которая первой упала на Великобританию во время войны. Это событие привлекло к нему внимание средств массовой информации.

### Авиастроитель
Во время военной службы Каспар продал в декабре 1914 года свой авиационный завод итальянскому финансисту Камилло Кастильони с возможностью его выкупа, если он окончит службу до января 1917 года. Предприятие Каспара было объединено в сентябре 1915 года с другими компаниями Кастильони в одну авиастроительную компанию Hansa-Brandenburg. В 1917 году Каспар воспользовался своим правом выкупа и снова открыл завод в Фульсбюттеле с капиталом в 1,5 миллиона золотых марок. Управляющим был назначен Вальтер Лиссауэр (Walther Lissauer). 
В сентябре 1918 года Каспар приобрел у голландца Антона Фоккера завод в Травемюнде. Но в 1919 году, после подписания Версальского мирного договора, Германии запрещалось иметь собственные ВВС и авиапромышленность, поэтому Карл Каспар прекратил своё производство в Фульсбюттеле и продал заводские помещения сенату Гамбурга. Завод в Травемюнде был переименован в Caspar-Werke GmbH, в качестве технического директора там был Фридрих Христиансен, в качестве конструктора — Эрнст Хейнкель, ставший позже известным немецким авиаконструктором. В обстановке секретности, в обход запрета на авиастроение, на этом заводе были построены самолёты конструкции Caspar: U1, U2 и SI. В 1921 году Карл Каспар получил в Техническом университете Ахена степень почётного доктора-инженера Dr.-Ing., а в следующем году получил степень доктора права, защитив диссертацию на тему авиационного законодательства. 
В октябре 1922 года Эрнст Хейнкель покинул Травемюнде и основал Варнемюнде собственный завод Ernst Heinkel Flugzeugwerke, приняв на него ряд сотрудников Карла Каспара. Это осложнило отношения Хейнкеля с Каспаром, который подал на него в суд за кражу собственных планов строительства, но Хейнкель суд выиграл. Хотя компания Каспара разработала в последующие годы  28 различных типов самолётов, его дело стало угасать, и в апреле 1928 года он закрыл свой завод. После этого он больше не занимался авиастроением и жил в городе Зиндлингене.
Умер 2 июня 1954 года во Франкфурте-на-Майне. Был похоронен  по инициативе сообщества «Старых орлов» на Ольсдорфском кладбище в Гамбурге.
- Самолёты конструкции Caspar
- Caspar C 17
- Caspar C 27
- Caspar C 29
- Caspar C 32
- Caspar C 35
- Caspar U 1